# Nigeria en los Juegos Paralímpicos de Atenas 2004
Nigeria estuvo representada en los Juegos Paralímpicos de Atenas 2004 por un total de catorce deportistas, ocho mujeres y seis hombres.

## Medallistas
El equipo paralímpico nigeriano obtuvo las siguientes medallas:
| Nombre                   | Deporte                   | Evento                   |
| ------------------------ | ------------------------- | ------------------------ |
| Oro                      |                           |                          |
| Adekundo Adesoji         | Atletismo                 | 100 m T12 masculino      |
| Adekundo Adesoji         | Atletismo                 | 200 m T12 masculino      |
| Adekundo Adesoji         | Atletismo                 | 400 m T12 masculino      |
| Silver Ezeikpe           | Atletismo                 | Jabalina F58 masculino   |
| Lucy Ejike               | Levantamiento de potencia | –44 kg femenino          |
| Plata                    |                           |                          |
| Eucharia Njideka Iyiazi  | Atletismo                 | Jabalina F56-58 femenino |
| Ijeoma John              | Levantamiento de potencia | –40 kg femenino          |
| Patience Aghimile Igbiti | Levantamiento de potencia | –56 kg femenino          |
| Solomon Amarakuo         | Levantamiento de potencia | –100 kg masculino        |
| Bronce                   |                           |                          |
| Kike Adedeji Ogunbamowo  | Levantamiento de potencia | –75 kg femenino          |
| Grace Anozie             | Levantamiento de potencia | +82,5 kg femenino        |
| Ruel Ishaku              | Levantamiento de potencia | –48 kg masculino         |